# Zastępca dowódcy
Zastępca dowódcy – stanowisko etatowe w wojsku; w imieniu dowódcy jego zastępca kieruje określoną dziedziną działalności służbowej, ma ściśle ustalone obowiązki i uprawnienia dyscyplinarne; jest przełożonym wszystkich żołnierzy jednostki. Niekiedy występuje odrębne stanowisko pierwszego zastępcy dowódcy.
Zastępca dowódcy zastępuje dowódcę w razie jego nieobecności, a wtedy posiada jego kompetencje. Zazwyczaj jednak pewne obszary działalności służbowej zarezerwowane są dla etatowego dowódcy (sprawy personalno-kadrowe, finansowe itp.). W ramach swych obowiązków nadzoruje i koordynuje realizację zleconych przez dowódcę zadań oraz ma prawo do wydawania poleceń i wytycznych wszystkim osobom funkcyjnym dowództwa. W każdej chwili jest gotowy do przejęcia dowodzenia, a jego obowiązkiem jest znajomość bieżącej sytuacji podległych wojsk, ich zadań oraz przyjętego do realizacji planu działania. W czasie działań bojowych zastępca dowódcy na ogół wykonuje swoje zadania na innym niż dowódca kierunku czy stanowisku dowodzenia.
W Armii Czerwonej wprowadzono stanowisko zastępcy dowódcy do spraw politycznych, do 12 sierpnia 1941 roku funkcję tę pełnił komisarz wojskowy.